# Jason Cerbone
Jason Cerbone (2 de noviembre de 1977) es un actor estadounidense.
Comenzó a actuar a los cuatro años de edad, en un comercial de Sesame Street. A los siete años fue contratado por la agencia Ford Models en Nueva York. Más tarde aparecería en videos musicales como "Silent Night" de Bon Jovi y "Luka" de Suzanne Vega. Asistió a la secundaria Sacred Heart y a la Universidad Concordia en Nueva York donde consiguió un título en biología. Después de terminar la universidad, reanudó su carrera como actor.
Uno de sus papeles más notables es el de Jackie Aprile, Jr. en la serie de HBO Los Soprano. También hizo un cameo en la película Cloverfield, donde interpretó a un oficial de policía de Nueva York.